# Carabanchel Alto
Carabanchel Alto (antiguamente Carabanchel de Suso) fue municipio de la provincia de Madrid hasta 1948, año en que fue anexionado como barrio a la ciudad de Madrid, a la que pertenece actualmente.

## Historia
Edad Media
Una de las primeras referencias escritas a Carabanchel la encontramos en el Fuero de Madrid de 1222, donde se pone bajo jurisdicción de Madrid al sexmo de los Carabancheles de Suso y Yuso (Alto y Bajo, respectivamente) y se permite al ganado madrileño pacer en los prados de Caraque. En el año 1488, debido a una epidemia que asolaba Madrid, el Concejo madrileño se reunió tres veces (23 de agosto, 1 y 15 de septiembre) en la parroquia de San Pedro de Carabanchel Alto para salvaguardar la salud de los munícipes. El juez y corregidor de Madrid, Alonso Díaz Montalvo dicta como propia la dehesa de "La Tabla" en Carabanchel Alto. 
Edad Moderna
En 1517, Hernando Colón, hijo del almirante Cristóbal Colón, escribió para Carlos V la "Cosmografía de España" donde se refleja una población de Carabanchel Alto de 80 vecinos (unidades familiares y que representarían unos 320 habitantes) cada localidad. En el Catastro del Marqués de la Ensenada de 1750, se dice que Carabanchel Alto era un realengo bajo jurisdicción de Madrid; por tanto tenía tierras comunes a disposición de su población: «prados, cañadas, arroyos y barrancos». La finca y fábrica de jabón de los Cabarrús estaba ubicada en Carabanchel Alto. El 31 de julio de 1773 nació en el Carabanchel Alto Teresa Cabarrús Galabert, la conspiradora principal en la caída de Robespierre y conocida como «Nuestra Señora de Thermidor» durante la Revolución francesa.
En el libro de Tomás López, titulado Geografía Histórica de España, de 1788, se habla del término municipal de Carabanchel Alto como rico en campos de trigo, cebada, centeno, algarrobas, almortas, guisantes, garbanzos, habas y melones, fruto este último de calidad muy apreciada en los mercados de la capital, donde se acudía a venderlo, especialmente por septiembre en la romería de la Virgen del Puerto, a orillas del río Manzanares y en el camino de Extremadura (actual paseo de Extremadura). En la plaza del pueblo había una fuente de dos caños inmensos que manaban un caudal del agua abundante, aunque no era apta para el consumo humano. Además, en Carabanchel Alto, en el año 1788, había dos fábricas de bolas de sebo, una de jabón y otra de licores, todas ellas regentadas por franceses.
Edad Contemporánea
En el Mapa Topográfico Nacional de 1875 la localidad tiene un paisaje más amable en cuanto a expansión de la naturaleza se refiere. A partir de la segunda década del siglo XIX se convierte en una eminente zona residencial, solaza y de esparcimiento para la nobleza y la burguesía que construye fincas de recreo en las que generalmente pasa los duros meses del estío. Al contrario que en Carabanchel de Abajo, que ya presentaba una incipiente industrialización —quizá debido a su mayor cercanía a la capital— los habitantes de Carabanchel Alto siguieron manteniendo su carácter campesino hasta la última década del siglo XIX.
El 12 de mayo de 1886 se originó sobre el municipio el Tornado de Madrid de 1886, que a su paso por Carabanchel Alto, Bajo y Madrid dejó una cantidad de 47 víctimas.
En 1902 los salesianos compraron en Carabanchel Alto la finca de recreo del conde de Reparaz, heredero del marqués de Yarabayo que tenía un palacete con decoración neomudéjar y que estaba rodeado por jardines con estatuas y huertas. Tras la compra, el palacete fue adaptado para Casa de Formación de la Inspectoría Céltica de los Salesianos, y más adelante se destinaría a colegio. La casa salesiana de Carabanchel Alto, como la mayor parte de las obras salesianas de principios del siglo XX en España, había comenzado abriendo un oratorio festivo para los jóvenes y gente trabajadora del pueblo, mientras se tramitaba la autorización canónica para erigir allí el noviciado céltico. Aquel curso académico de 1903-1904 ya se destinaron a la nueva casa una docena de novicios, entre los cuales se hallaba Marcelino Olaechea, donador de la finca carabanchelera. Además fueron llegando una docena de estudiantes de filosofía, algunos de los cuales pertenecían a las inspectorías béticas y tarraconense. El 8 de diciembre de 1904 se inauguró la casa Salesiana de Carabanchel Alto.
El agua corriente llegó a Carabanchel Alto en las décadas de los veinte y los treinta del siglo XX, proveniente de pozos y yacimientos cercanos al Prado Jordán, terrenos propiedad del Ayuntamiento. Fue el propio concejo quien cargó con las obras de canalización por las calles, mientras que los vecinos hacían a su cargo las acometidas. Había dos depósitos de almacenamiento, uno de ellos en la carretera de Leganés y el otro en lo que hoy es el barrio de Aluche. Hasta el año 1972 no se haría cargo del abastecimiento el Canal de Isabel II.
En 1930 prácticamente la mitad de la población de Carabanchel Alto era militar y solo el 22 por ciento había nacido en el municipio. En 1943 la población militar supone dos tercios total de la población.
El 20 de julio de 1936 los milicianos asaltaron, saquearon e incendiaron el Seminario Salesiano de Carabanchel Alto, e hicieron prisioneros a los profesores y alumnos encerrándoles en el Ayuntamiento de Carabanchel Alto antes de que algunos de ellos fueran fusilados.
En los primeros días de noviembre de 1936, Carabanchel Alto perdió la conexión tranviaria con Leganés al tomar esta población el ejército del general Franco, y unos días después también hasta Mataderos, límite de Carabanchel Bajo con Madrid, siguiendo por este lado con progresivos recortes hasta dentro de la capital en función de la situación bélica.

Término municipal de Carabanchel Alto (en rojo) con respecto al actual término municipal de Madrid

El decreto que aprobó la anexión al término municipal de Madrid data del 9 de enero de 1948 y la anexión se culminó finalmente el 29 de abril de 1948. Esta absorción se produjo pareja a la del municipio vecino de Carabanchel Bajo, dentro del proceso de expansión de la capital tras la guerra civil española.
El municipio de Carabanchel Alto se encontraba al suroeste de Madrid, limitaba al norte con Carabanchel Bajo y Pozuelo de Alarcón, al este con Villaverde, al sur con Alcorcón y Leganés.
El 29 de abril de 1948 se produce la anexión de Carabanchel Alto al Ayuntamiento de Madrid, siendo nombrado Delegado municipal Joaquín Campos Pareja, que sería asesorado por el último alcalde, Rafael López Izquierdo, quien el 3 de septiembre de 1947 había presentado las bases de la anexión con las siguientes palabras:

"...El planteamiento de esta cuestión actualmente es necesario para resolver un problema ya iniciado con anterioridad como es el del inevitable y progresivo crecimiento de los grandes núcleos urbanos, que hacía preciso buscar las fórmulas adecuadas para establecer accesos convenientes, resolver la situación de los suburbios y tender, en fin, a la formación del Gran Madrid. La intervención del Estado en cuestión que tanto afecta al decoro y prestigio de la capital demuestra que es un asunto que rebasa la esfera municipal o local para entrar en el ámbito de los intereses nacionales...

## Demografía
| Gráfica de evolución demográfica de Carabanchel Alto entre 1842 y 1940 |
| |
| Población de derecho según los censos de población del INE Población de hecho según los censos de población del INEEntre el censo de 1950 y el anterior, este municipio desaparece porque se integra en el municipio 28079 (Madrid) |

## Cultura popular
La popular serie de novelas Manolito Gafotas de Elvira Lindo tiene lugar en Carabanchel Alto.